# 魯廷芝
魯廷芝（17世紀—1644年），山西平陽府絳州垣曲縣人，明朝末年政治人物。

## 生平
魯廷芝在崇禎三年（1630年）中舉人，崇禎十六年（1643年）成進士，獲授獻縣知縣，八個月後李自成攻陷北京，他殉難而死。魯廷芝的繼妻張氏是知縣張茂桂的女兒，他死難時年二十一歲，張氏哀傷得想殉死，家人勸她生存以保住丈夫香火，因此撫孤孀居二十多年，子魯紀孔、魯緒孔都是縣學生。

## 引用
1. 1 2  光緒《垣曲縣志·卷八·人物》：魯廷芝，崇禎癸未進士，授獻縣知縣甫八月，賊犯畿輔城破殉難死。
2. ↑  光緒《垣曲縣志·卷六·選舉上》：崇禎十六年癸未楊廷鑑（進士）榜 魯廷芝 北直獻縣知縣……崇禎三年庚午科（舉人） 魯廷芝 見進士
3. ↑  錢海岳《南明史·卷八十九·列傳第六十五》：（北京亡）時北直隸府州縣官。……魯廷芝，垣曲人。崇禎十六年進士。獻縣知縣。
4. ↑  錢海岳《南明史·卷九十·列傳第六十六》：魯廷芝，垣曲人。崇禎十六年進士。獻縣知縣。死難。
5. ↑  光緒《垣曲縣志·卷九·列女》：獻縣令魯廷芝繼妻張氏，知縣茂桂女，于歸五載，氏年二十一。夫死於難，哀泣欲殉，家人以存祀勸，乃矢節撫孤孀居二十餘載，子紀孔、緒孔俱邑庠生。